# Inese Vaidere
Inese Vaidere (Jelgava, 3 de setembre de 1952) és una economista i política letona, militant del partit Unitat i eurodiputada al Parlament Europeu des de 2004.
Va ser ministra d'Estat de Medi Ambient al gabinet Krištopans (1998-1999), vice-alcaldessa de Riga (2001-2002) i diputada del Saeima (2002-2004). L'any 2004 va ser escollida com a membre del Parlament Europeu pel partit Per la Pàtria i la Llibertat/LNNK, adscrit al grup parlamentari Unió per l'Europa de les Nacions. L'any 2009 va ser reescollida però, en aquesta ocasió, amb el partit Unió Cívica, adscrit al grup del Partit Popular Europeu. L'any 2014 va anar sisena a la llista Unitat i va ser preferida en cinquè lloc pels votants. Unitat va obtenir 4 escons al Parlament Europeu i no va ser escollida eurodiputada. No obstant això, l'1 de novembre de 2014 el primer candidat elegit en la llista, Valdis Dombrovskis, va esdevenir Comissari Europeu d'Assumptes Econòmics i Monetaris i va deixar de ser diputat al Parlament Europeu. Vaidere, com a següent en la llista d'Unitat, el va reemplaçar.
Fou signatària de la Declaració de Praga sobre la consciència europea i el comunisme.
El 2015, els mitjans de comunicació van informar que Vaidere va ser inclosa en una llista negra de Rússia de les persones prominents de la Unió Europea que no se'ls permet entrar al país.